# Гучок, Анастасия Анатольевна
Анастасия Анатольевна Гучок (род. 17 января 1992, Минск) — белорусская спортсменка, борец вольного стиля, чемпионка Европы, призёр чемпионата мира. Заслуженный мастер спорта Республики Беларусь (2016).

## Биография
Родилась в 1992 году в Минске. Борьбой занялась с 2004 года. Тренировалась в СДЮШОР по спортивным единоборствам города Минска.
В 2012 году стала чемпионкой мира среди юниоров.
В 2013 году выиграла чемпионат Европы. В 2014 году стала обладательницей бронзовой медали чемпионата мира.